# Mikušovce, Lučenec
Mikušovce este o comună slovacă, aflată în districtul Lučenec din regiunea Banská Bystrica. Localitatea se află la altitudinea de 186 m deasupra n.m., se întinde pe o suprafață de 4,99 km2 și în 2017 număra 276 de locuitori.

## Istoric
Localitatea Mikušovce este atestată documentar din 1370.

## Demografie
| An:                | 1994 | 2004   | 2014   | 2024   |
| ------------------ | ---- | ------ | ------ | ------ |
| Număr de persoane: | 285  | 278    | 272    | 284    |
| Diferență:         |      | −2,45% | −2,15% | +4,41% |

| An:                | 2023 | 2024   |
| ------------------ | ---- | ------ |
| Număr de persoane: | 290  | 284    |
| Diferență:         |      | −2,06% |